# 묵찌빠
묵찌빠는 가위 바위 보를 응용한 놀이로, 두 사람 이상이 할 수 있다.

## 개요
묵·찌·빠는 각각 바위·가위·보를 부르는 것으로 묵은 주먹을, 찌는 가위를, 빠는 보에 해당된다. 묵찌빠에서는 가위·바위·보와는 달리 바로 승부가 나지 않고 놀이가  진행되어 승부가 결정된다.

## 방법
묵찌빠의 승패에 있어 기본조건은 선(先-먼저 공격하는 사람)이 내미는 손 모양과 상대방의 손모양이 같은지 다른지에 있다. 곧 선과 같은 손 모양을 내면 패하고, 다른 손 모양이면 살아남게 되는데 이때 가위바위보의 결과에 따라 선을 지속하거나 자신의 공격권을 넘겨주게 된다.  위와 같이 되풀이하여 최후의 한 사람이 남을 때까지 돌아가며 반복된다.

### 규칙
1. 선은 일반적으로 가위 바위 보를 하여 정하는데, 한 사람의 승자가 나올 때까지 반복하게 되며, 승자가 나오면 그 상태 그대로 묵찌빠로 넘어가게 된다. (때론 이 과정이 지루하기 때문에 몇 개의 그룹으로 나누어 실시하기도 한다)
2. 특별한 조건이 없는 한 공격자(선-先)는 반드시 자신이 내미는 손 모양을 외쳐야만 한다.
3. 수비자는 공격자의 공격과 동시에 손 모양을 바꾸거나 가만히 있어야 한다. 일찍 혹은 늦게 손을 바꿀 경우 반칙으로 간주된다.
4. 공격자와 수비자가 비겼을 경우, 공격자와 수비자의 손의 상태에 따라 이기고 지고가 결정되고 이긴 사람에게 공격권이 넘어간다.

이상의 규칙에 따라 공수 교대가 이뤄지며 반복된다.

### 예시
예를 들어 명수·재석·호동 셋이서 묵찌빠를 한다고 하면 다음과 같다. (공격자는 굵은 글씨다)
| 첫 째판   | 둘 째판   | 셋 째판   | 넷 째판   | 다섯 째판 | 여섯 째판 |
| --------- | --------- | --------- | --------- | --------- | --------- |
| 명수      | 명수      | 명수      | 명수 탈락 | 명수 탈락 | 명수 패   |
| 재석      | 재석      | 재석      | 재석      | 재석      | 재석 승   |
| 호동      | 호동      | 호동      | 호동      | 호동      | 호동 패   |
| 명수 "빠" | 명수 "묵" | 호동 "찌" | 재석 "묵" | 재석 "묵" | 재석 승   |

놀이가 시작되기 전에 가위바위보를 해서 명수가 이겼기에 그 상태에서 시작한 것이다.
첫째판은 명수가 공격권을 가지고 빠를 외친 것이다. 
둘째판은 명수가 묵이라고 공격했다. 이때 재석은 가위, 호동은 보를 냈기에 호동이 명수가 낸 주먹을 이겨 공격권이 호동에게 갔다. 
셋째판은 호동이 찌를 외쳤을 때 명수가 호동과 동일하게 찌를 냈기에 명수가 탈락하게 된다. 그러나 재석은 주먹을 냈고 주먹이 가위를 이기기에 공격권은 재석에게 넘어 갔다.
넷째판은 명수가 탈락해서 재석과 호동이 계속하는 것이다. 앞서 판에 호동이 찌를 외쳤을 때 재석이 주먹을 냈기에 공격권은 재석에게 있게 된다.
다섯째 판에 재석이 묵을 외쳤는데 호동이 같이 주먹을 내서 최종적으로 재석이 이겼다.  

## 같이 보기
- 가위바위보